# Naturschutzgebiet Ruhrtal zwischen Olsberg und Assinghausen

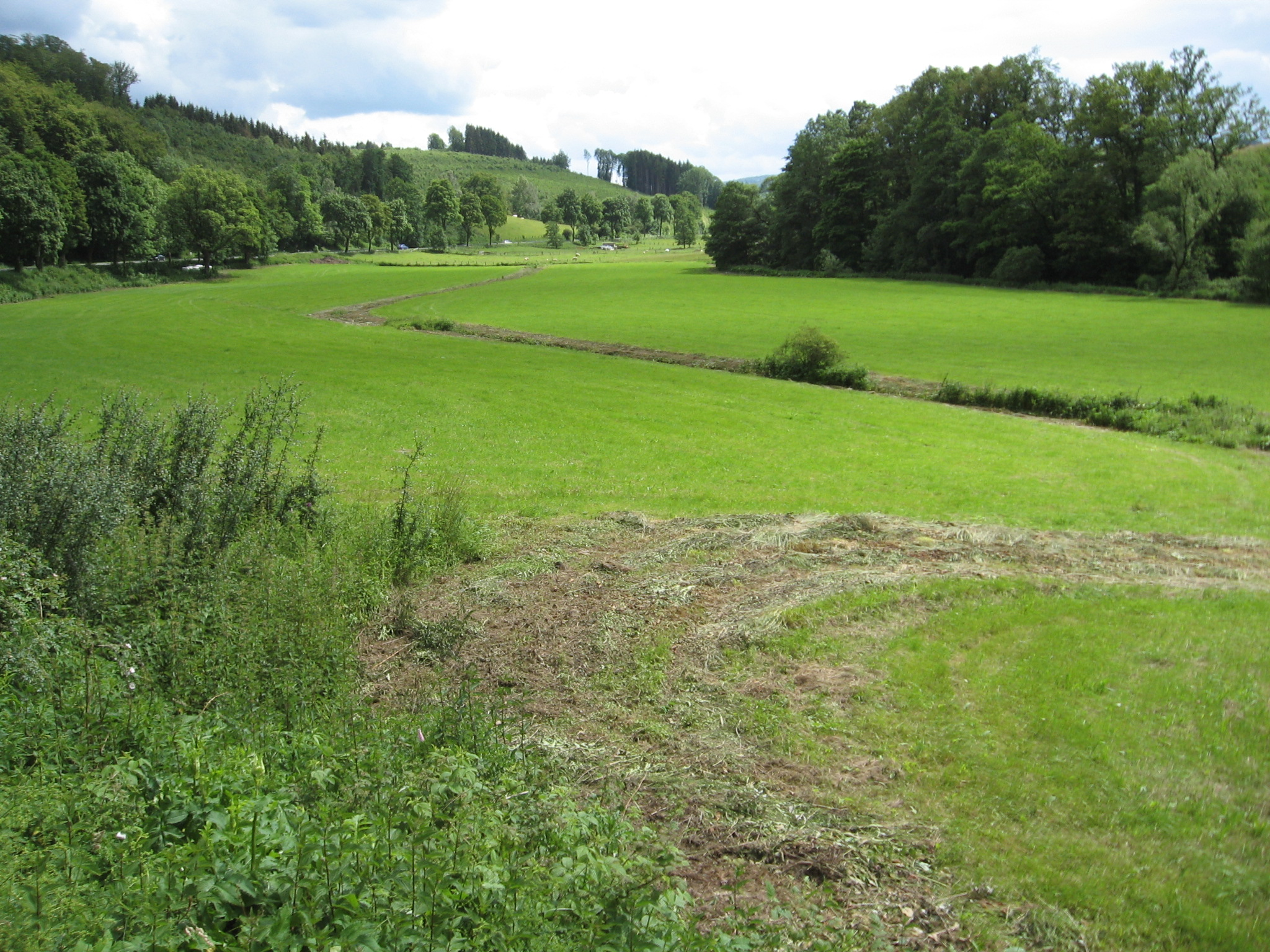
Naturschutzgebiet Ruhrtal zwischen Olsberg und Assinghausen südlich Steinhelle

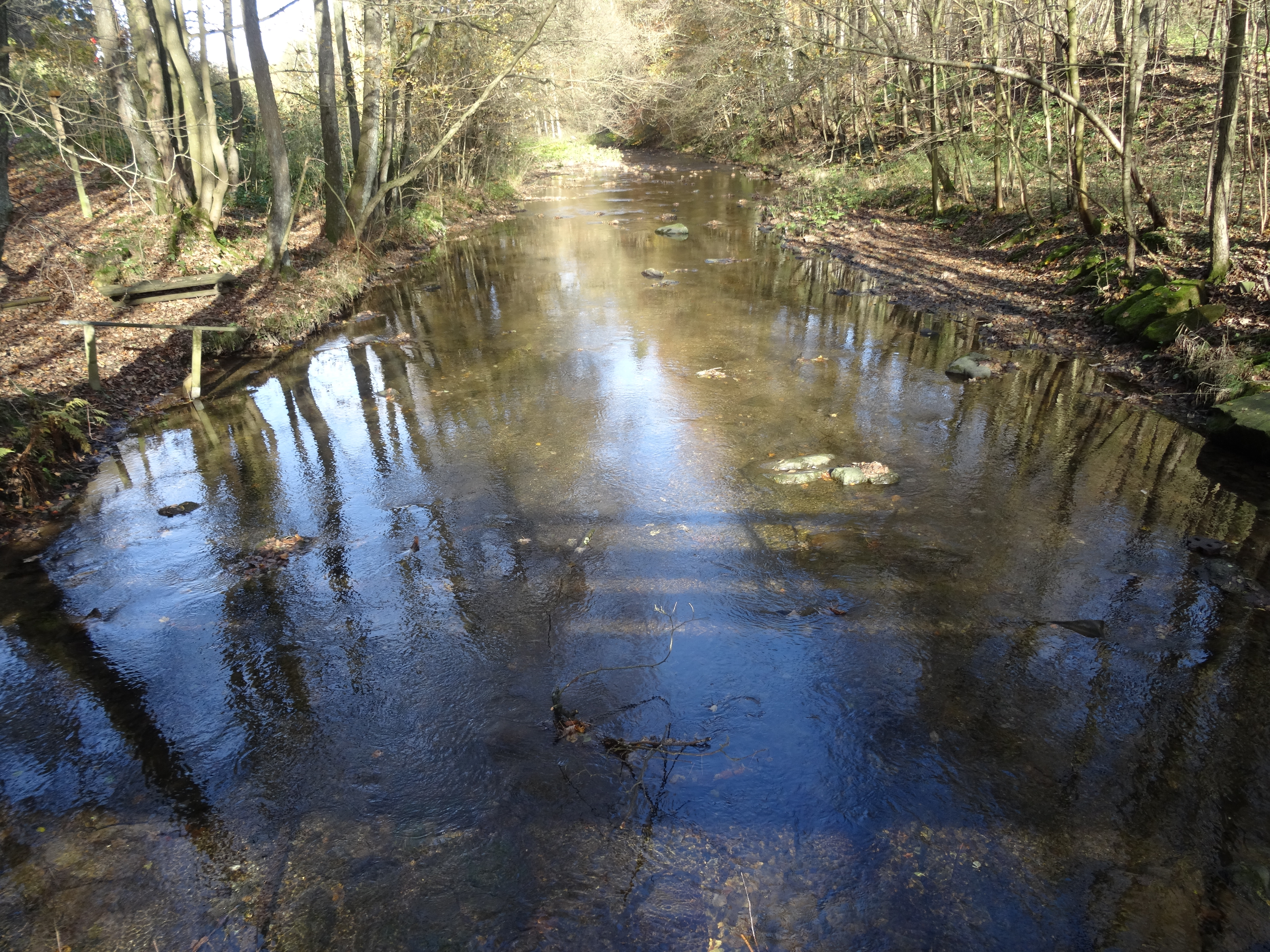
Ruhr im Nordteil des NSG

Das Naturschutzgebiet Ruhrtal zwischen Olsberg und Assinghausen mit einer Größe von 48,4 ha liegt südlich von Olsberg bis Assinghausen im Hochsauerlandkreis. Das Gebiet wurde 2001 durch die Bezirksregierung Arnsberg als Naturschutzgebiet (NSG) ausgewiesen. Das Gebiet wurde 2004 mit dem Landschaftsplan Olsberg durch den Hochsauerlandkreis erneut als NSG ausgewiesen. Die Ruhr im NSG stellt seit 2004 auch eine Teilfläche des Fauna-Flora-Habitat-Gebietes (FFH) Ruhr (Natura 2000-Nr. DE-4614-303) im Europäischen Schutzgebietssystem nach Natura 2000 dar.

## Gebietsbeschreibung
Beim NSG handelt es sich um den Fluss Ruhr und die Flussaue.

## Pflanzenarten im NSG
Auswahl vom Landesamt für Natur, Umwelt und Verbraucherschutz Nordrhein-Westfalen dokumentierte Pflanzenarten im Gebiet: Aronstab, Breit-Wegerich, Echte Nelkenwurz, Echtes Mädesüß, Flutender Wasserhahnenfuß, Frauenfarn, Gänseblümchen, Gelbe Schwertlilie, Gewöhnliche Pestwurz, Gewöhnlicher Blutweiderich, Gundermann, Hain-Sternmiere, Kletten-Labkraut, Kohldistel, Quellmoos, Rohr-Glanzgras, Rote Lichtnelke, Schlangen-Knöterich, Spitzlappiger Frauenmantel, Sumpf-Storchschnabel, Wald-Sauerklee, Wald-Segge, Wald-Veilchen, Wasserdost und Zottiges Weidenröschen.

## Schutzzweck
Im NSG soll die Ruhr und die Aue geschützt werden. Wie bei allen Naturschutzgebieten in Deutschland wurde in der Schutzausweisung darauf hingewiesen, dass das Gebiet „wegen der Seltenheit, besonderen Eigenart und Schönheit des Gebietes“ zum Naturschutzgebiet wurde.